# Euproutia rufomarginata
Euproutia rufomarginata là một loài bướm đêm trong họ Geometridae.